# Tunnel de lave martien

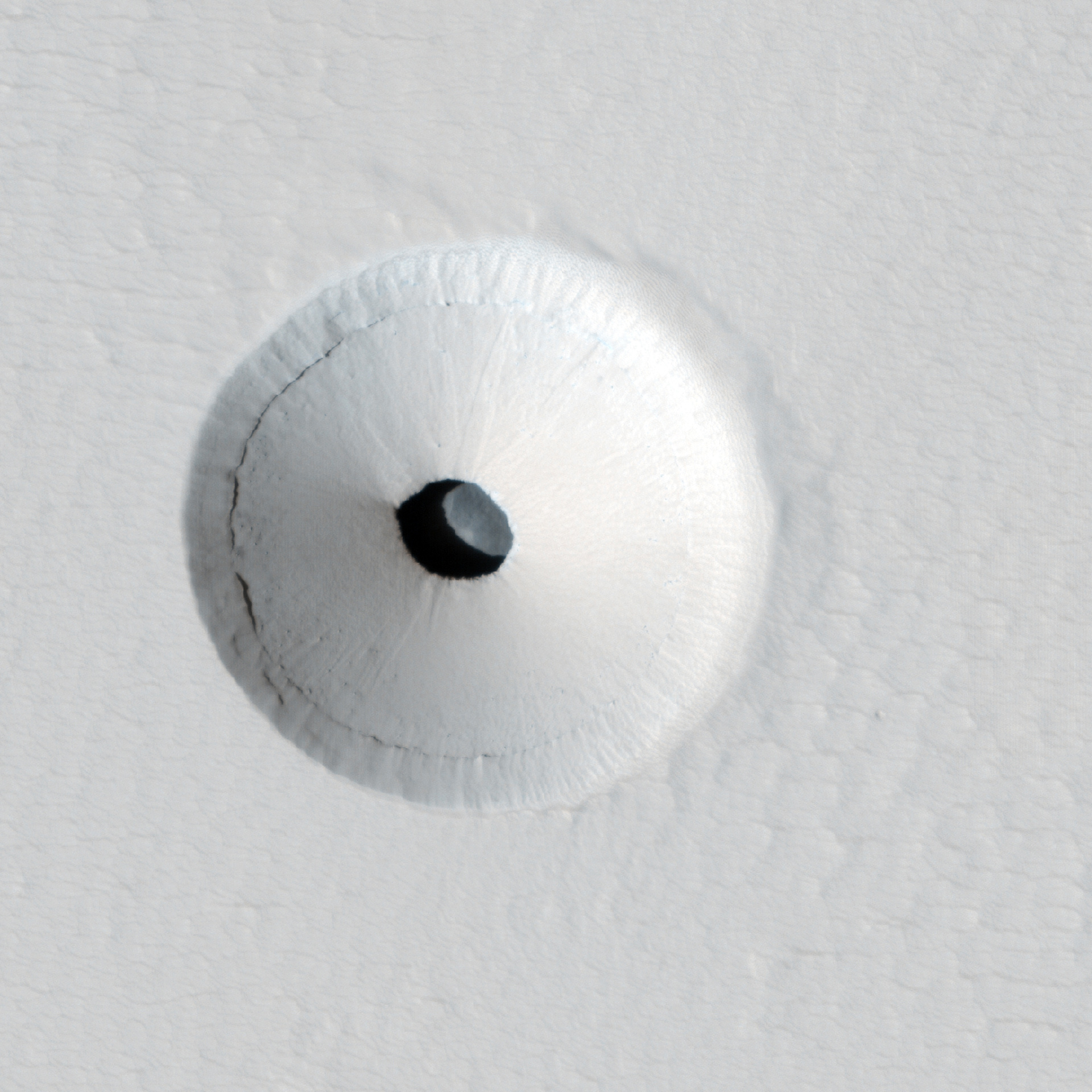
Tunnel de lave au sommet du volcan Pavonis Mons, prise par HiRISE, 2011. La cavité fait approximativement 35m de diamètre et 20m de profondeur.

Un tunnel de lave martien, ou tube de lave martien, est une caverne naturelle sur la planète Mars que l'on pense s'être formée par le même processus que sur Terre, c'est-à-dire l'écoulement d'une lave fluide dans un canal, transformé en tube par le refroidissement et la solidification de la surface de la lave. Le flux finit par s'arrêter et s'écouler hors du tube, laissant un espace vide en forme de tunnel, plusieurs mètres sous la surface en général. Les laves très fluides proviennent généralement de volcans boucliers. La gravité sur Mars est environ 38 % de celle de la Terre, ce qui permet aux tunnels de lave martiens d'être beaucoup plus larges et plus longs.

## Détection
Les tunnels de lave et les structures d'écoulement associées ont été découverts sur les images obtenues par les orbiteurs du programme Viking, puis identifiés sur celles de Mars Odyssey, Mars Global Surveyor, Mars Express et Mars Reconnaissance Orbiter. Les tunnels de lave peuvent être repérés de deux façons :
- par des tranchées longues et sinueuses, interprétées comme des portions de tunnel dont le toit s'est effondré sur toute une longueur ;
- par des zones sombres quasi circulaires, interprétées comme des lucarnes ou « puits de lumière », des cratères d'effondrement dus à une rupture locale du toit.

En juin 2010 par exemple, des étudiants participant au projet Mars Student Imaging Project (en) ont identifié un puits de lumière de 190 × 160 m et profond d'au moins 115 m près de Pavonis Mons, ce qui a aidé les chercheurs à découvrir une nouvelle série de tunnels de lave issus de ce volcan.
En plus de l'imagerie orbitale, les tunnels de lave peuvent être détectés par des géoradars, la gravimétrie, la magnétométrie, la sismologie (InSight), des effets atmosphériques (Mars Science Laboratory), des lidars, des images infrarouge (Mars Reconnaissance Orbiter) et l'exploration robotique (voire humaine dans le futur).